# Joan Manuel Tresserras
Joan Manuel Tresserras i Gaju (Rubí, 27 de mayo de 1955) es un profesor especialista en comunicación, doctor en Ciencias de la Información y político español. Fue consejero de Cultura y Medios de Comunicación de la Generalidad de Cataluña durante el segundo tripartito entre 2006 y 2010. Desde 2016 preside la Fundació Josep Irla, vinculada a Esquerra Republicana de Catalunya. Partidario de ampliar la mayoría social independentista por la izquierda está considerado como una de los intelectuales de mayor influencia en el pensamiento de Esquerra Republicana de Catalunya en la actualidad.

## Biografía
Nacido en Rubí en 1955. Es doctor en Ciencias de la Información por la Universidad Autónoma de Barcelona de donde es docente desde 1979, siendo profesor titular del Departamento de Medios, Comunicación y Cultura. Está especializado en el estudio de la estructura, la historia, las teorías y las políticas de la comunicación y la cultura. Vinculado desde 1972 al movimiento estudiantil anticapitalista y a grupos de izquierda independentista, formó parte desde 1974 de Nacionalistes d’Esquerra. El 1987 se incorporó a la Crida a la Solidaritat. 
A finales de los años 80 forma parte del grupo de reflexión Aurora Puigmadrona que publica en 1988 el libro La colònia de la cultura o la cultura de la colònia (Editorial Empuries) al que también pertenecían Enric Marín y el historiador Francesc Espinet.
Entre 1991 y 1993 dirigió el departamento de Periodismo y Ciencias de la Comunicación de la Universidad Autónoma de Barcelona y posteriormente fue coordinador de la licenciatura de Periodismo de la UAB (1997-1999).    
Fue miembro de la Comisión Asesora sobre Publicidad Institucional de la Generalidad de Cataluña (1998-1999), consejero de la Corporació Catalana de Ràdio i Televisió (2000), consejero del Consell de l’Audiovisual de Catalunya, responsable de desarrollo, estudios y publicaciones (2000-2006), impulsor y presidente de la Mesa per la Diversitat Audiovisual (2005-2006) y miembro de la Comissió Mitxa de Transferències Estat-Generalitat (2004-2006).
De noviembre de 2006 a diciembre de 2010 estuvo al frente de la Consejería de Cultura y Medios de Comunicación de la Generalidad de Cataluña. Fue nombrado como independiente a propuesta de Esquerra Republicana de Cataluña. Tras este periodo regresó a la actividad docente universitaria.  
El 1997 inició su colaboración en ERC partido en el que empezó al que se afilió a finales de 2010.
Poco antes de las elecciones al Parlamento de Cataluña de 2010 anunció que se afiliaba a Esquerra Republicana de Cataluña señalando que era la organización referente para  "el independentismo como acción democrática y de izquierdas".

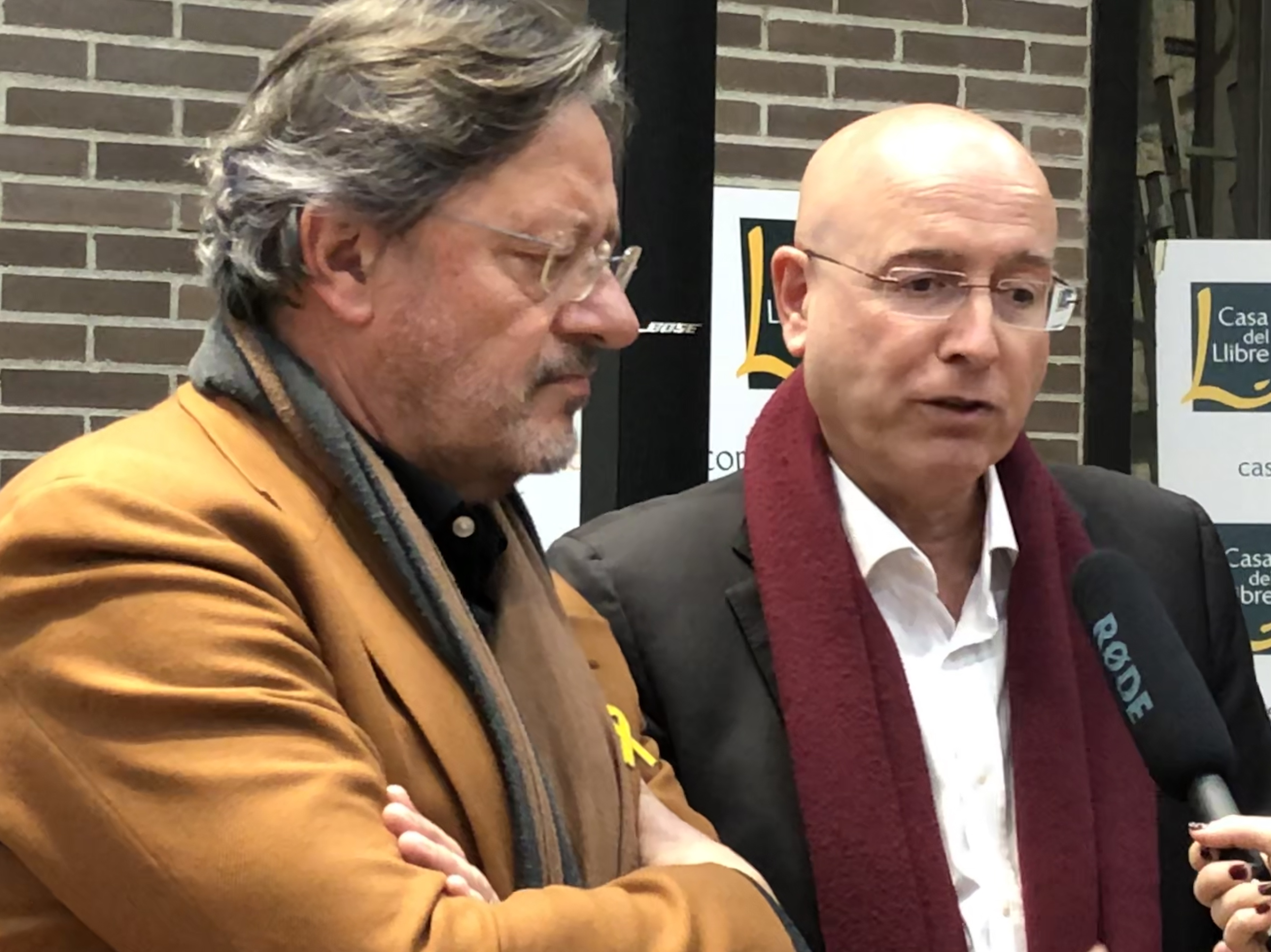
Joan Manuel Tresserras y Enric Marín Barcelona 2019

Considerado uno de los ideólogos de la estrategia de ERC en los últimos años, se plantea el reto de ampliar la mayoría social independentista por la izquierda reclamando más democracia, más políticas sociales y más autogobierno como ejes para avanzar. En 2016 asumió la Presidencia de la Fundación Josep Irla, considerada en think tank de Esquerra Republicana de Catalunya. En enero de 2019 publicó junto a Enric Marín el libro "Obertura republicana. Catalunya després del nacionalisme" (Pòrtic) en el que planean las estrategias para avanzar y lograr una mayor base social hacia la república y cuestionan la relación entre el nacionalismo y el independentismo. "Consideramos -explica- que el independentismo se hace hegemónico en el catalanismo cuando la burguesía pierde la dirección política del país."
Colabora con diversos medios de comunicación, entre ellos Crític.

## Premios y reconocimientos
- Premio extraordinario de Doctorado en Ciencias de la Información (1988-1989),
- Premio de investigación sobre comunicación de masas de la Generalidad de Cataluña (1989),
- Premio de ensayo Joan Fuster (1994) por Cultura de masses i postmodernitat

## Publicaciones
Ha sido el autor de medio centenar de textos y artículos académicos sobre comunicación social y coautor de los informes sobre el seguimiento del impacto social de las nuevas tecnologías de la información y la comunicación, patrocinados por la Fundació Bofill.  También coordinó el bloque sobre cultura del ‘Informe para la Catalunya del 2000’ (1999).

### Libros
- El Regne del Subjecte (1987)

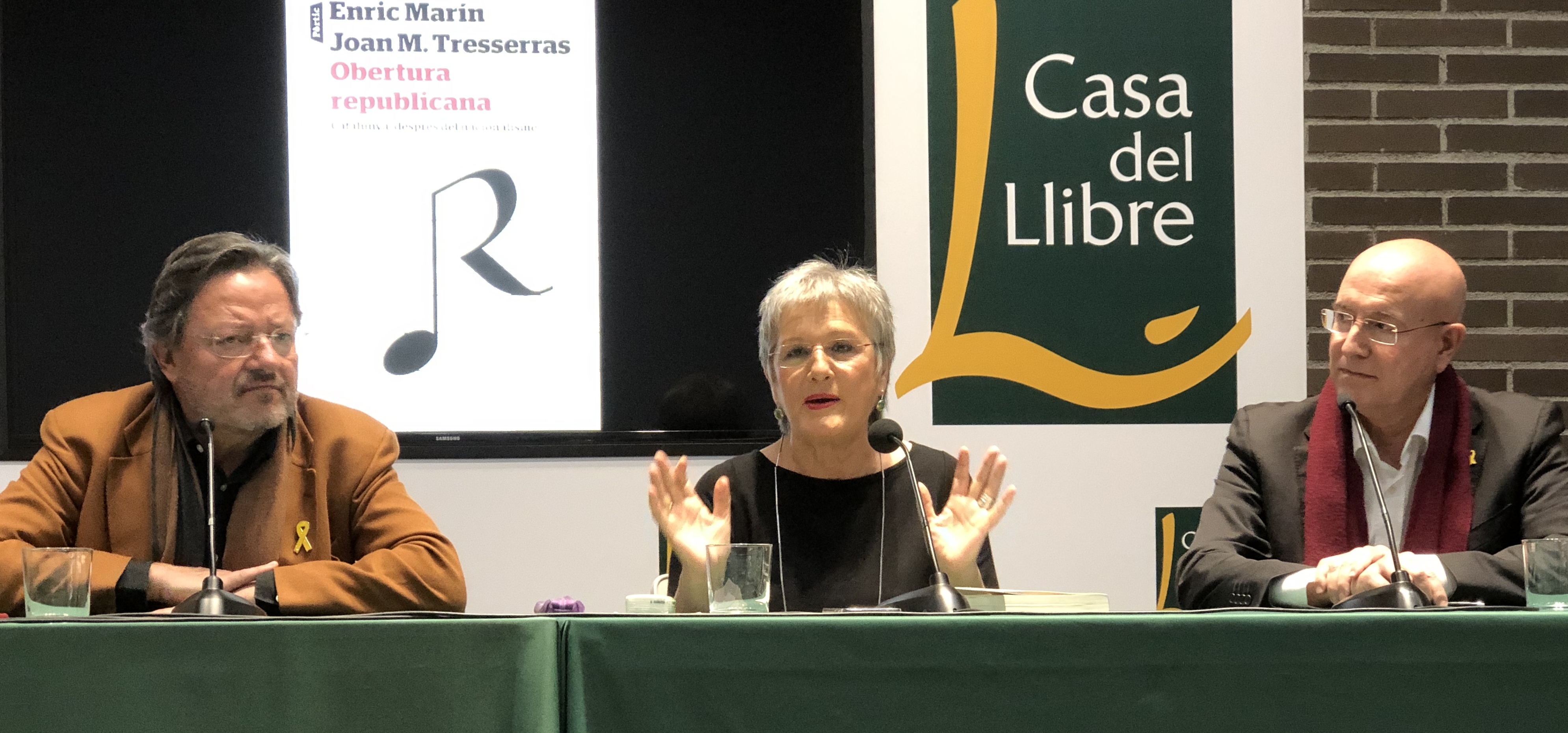
Presentación del libro "Obertura Republicana" con Enric Marín y Milagros Pérez Oliva

- La colònia de la cultura o la cultura de la colònia (Editorial Empuries) (1988)  Presentación del libro  "Obertura Republicana" con Enric Marín y Milagros Pérez Oliva coautor bajo el seudónimo de Aurora Puigmadrona con Enric Marín y Francesc Espinet.
- Cultura de masses i postmodernitat (1994), conjuntamente con Enric Marín, premio Joan Fuster de Ensayo
- D’Ací i D’Allà, aparador de la modernitat’ (1993)
- La gènesi de la societat de masses a Catalunya 1888-1939 (1999), coautor con Francesc Espinet
- Un segle de recerca sobre comunicació a Catalunya
- "Obertura republicana. Catalunya després del nacionalisme"  (2019)  (Pòrtic) coautor con Enric Marín